# 山あらし

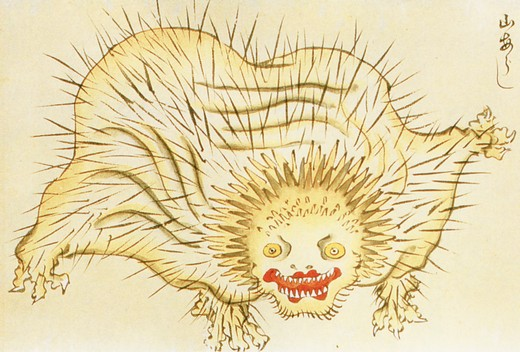
熊本県八代市の松井文庫所蔵『百鬼夜行絵巻』より「山あらし」

山あらし、山荒（やまあらし）は、熊本県八代市の松井文庫所蔵品である妖怪絵巻『百鬼夜行絵巻』などにある日本の妖怪。

## 概要
松井文庫の『百鬼夜行絵巻』では、棘状の突起に全身を覆われた獣の姿で描かれ、また国際日本文化研究センター所蔵の『化物尽絵巻』では同じ形状の妖怪がのぶすまという名で呼ばれているが、一切の解説文がないため、どのような妖怪を意図して描かれたものかは不明である。
妖怪ではなく実在の動物であるヤマアラシを描いたもの、ヤマアラシが全身の棘によって相手を威嚇するという断片的な情報が妖怪視されたものなどの説もある。

## 伝承
上記の絵巻物に描かれた山あらしとの関係は不明であるが、やまあらしという名の妖怪は日本各地の民間伝承に見られる。
和歌山県有田郡廣村（現・広川町）や広島県山県郡では、別名を「シイ」といい、毛を逆立てる姿を牛がたいへん恐れるので、牛を飼う者は牛に前進させる際に「後ろにシイがいるぞ」という意味で「シイシイ」と命令するのだという。また奈良県吉野郡大塔村（現・五條市）では、山で木を伐る音をたてる怪物であるといわれる。